# O povodnem možu (Majciger)
O povodnem možu je slovenska ljudska pravljica. Zapisal jo je Ivan Majciger. Objavljena pa je bila v zbirki Slovenske narodne pravljice kjer je vse pravljice zbral in uredil Alojzij Bolhar. Prvi natis te knjige je bil leta 1952, leta 2004 pa je izšel že 13 natis.

## Vsebina
Pravljica govori o neki materi, ki je imela dva sina in hčerko. Sina gresta nekega dne na polje orat in naročita materi, naj jima sestra prinese kosilo na njivo. Sestra je kosilo nesla mimo velike reke na obrežju katere se vrtelo veliko kolo. Naenkrat se kolo ustavi in velik povodni mož se ji prikaže in jo odpelje v povodni grad.
Brata sta nekaj časa čakal na sestro, ker pa je dolgo časa ni bilo sta odšla domov povprašat kaj se je zgodilo. Mati se ustraši, ko sliši, da hčerka ni prišla in pošlje najstarejšega sina za njo, kajti bala se je, da se ji je kaj pripetilo pri tistem kolesu kjer se je zgodilo že marsikaj hudega.
Ko je mladenič prišel do tistega kolesa na obrežju reke, je udaril po njem in kolo se je ustavilo in pred njim se je prikazal povodni mož. Brat ga je prosil za sestro, vendar ga ta mož odpelje v svoj grad ter postavi predenj kolač bronca in kozarec žvepla ter mu je velel naj ga poje drugače ga bo spremenil v proso. Ker brat tega ne naredi, je povodni mož izpolni kar je rekel in ga raztreščil na proso, sestri pa je rekel naj pobere proso v spomin na svojega brata.
Ker mlajšega brata toliko čas ni bilo domov, mati za njim pošlje še najmlajšega brata. Najmlajši brat stori isto kot je poprej storil njegov starejši brat in tako se pred njem tudi pojavi povodni mož, ki ga odpelje v svoj stekleni grad in mu naroči, da mora pojesti dva kolača bronca in popiti kozarec žvepla ali pa ga bo spremenil v prah. Ker najmlajši sin tega ne stori povodni mož naredi, kot je prej rekel, sestri pa reče naj pomede prah v spomin na njenega mlajšega brata.
Ker ni bilo nobenega otroka nazaj domov, je bila mati žalostna in si je zaželela še enega sina, ki ga je tudi dobila. Ko ta odraste sprašuje mater zakaj je tako žalostna vendar mu mati ne pove, on pa čuti da nekaj ni prav sej se mu je sanjal, da ima brata in sestro, ki jih je ugrabil povodni mož. Ker mu mati ne pove se z zvijačo domisli kako bi od matere izvedel resnico, ki jo potem tudi izve.
Nato gre najmlajši brat iskat svoja brata in sestro. Ko pride do kolesa udari tako močno po njem, da se ustraši še sam povodni mož, ki ga vpraša kaj želi. Ko mu pove da je prišel po brata in sestro mu povodni mož naroči, da mora pojesti tri kolače bokal in popiti dva kozarca žvepla. Ker to najmlajši brat tudi stori, se pomerita tudi v moči. Ker pa je bil povodni mož šibkejši kot najmlajši brat, ga je ta prisilil, da mu je vrnil brat in sestro in da mu je obljubil, da ne bo nikoli več počel kaj takega. Zato tudi nismo več slišali o povodnem možu, da bi koga ugrabil ali da bi kaj razsajal.

## Analiza
- književne osebe: povodni mož, bratje in sestrica, mati
- književni prostor: ob bregu reke, v kraljestvu povodnega moža, na vogalu hiše, vse to nekje
- književni čas: nekoč
- književni motiv: motiv povodnega moža
- književno dogajanje: eno dimenzionalno
- književna oblika: krajše prozno delo
- najpomembnejši dogodki: povodni mož odpelje brata in sestro, najmlajši brat od matere izve resnico, najmlajši brat reši brata in sestro
- motivi: motiv povodnega moža, motiv izgubljenih otrok, motiv junaka

Na koncu dobro zmaga nad zlim. V pravljici lahko najdemo tudi značilnost pravljic, so pomanjševalnice, pravljična števila. V pravljici nastopa tudi posebni predmet okrog katerega se pripoved vrti. To je kolo na katerega bratje trkajo, da pridejo do povodnega moža. 

## Liki

### Glavni liki
- Povodni mož: hudoben človek, ugrablja ljudi
- Najmlajši sin: pogumen, močan iznajdljiv

### Stranski liki
Niso tako pomembni najstarejši brat, mlajši brat, sestra, mati
Vsi so brez osebnostnih in značajskih značilnosti in nimajo imena. V prehodu na irealni svet niso nad tem nič presenečeni.

## Interpretacija dela
O povodnem možu je pravljica, saj ima pravljične prvine, kot so trije bratje, ki gredo do povodnega moža. Vsakemu se kazen spremeni, oz. poveča. V pravljici nastopa tudi poseben predmet-kolo, ki je nekakšna meja med realnim in irrealnim. Tudi mati mora doživeti tri razočaranja, potem najde rešitev(najmlajši brat) da je lahko spet srečna. Ta element nam je lahko tudi kot moralni nauk, da vsega ne bomo dosegli v prvem poizkusu. 
Pravljica ima tudi elemente fantastičnih pretiravanj, saj človek ne bi mogel zdržati pod vodo toliko časa brez kisika. Poleg tega se človek ne more spremeniti v prah in proso potem pa spet oživeti. 
Dogajalni čas in prostor je težko določiti(nekoč, ob reki, na polju doma).
Napetost se stopnjuje skozi celo zgodbo. Vrh doseže ko se najmlajši brat pomeri s povodnim možom. 
Pripoved se začne s sporom s povodnim možem, ki je močnejši in zlobnejši, vendar na koncu zmaga dobra in šibkejša oseba.
To pripoved bi lahko na kratko obnovili tudi kot zgodbo o tem kako brat reši svoja brat in sestro.

## Motivno-tematske povezave
- Pozejdon: v grški mitologiji bog morja in vode, potresov in viharjev, zaščitnik ribičev in konjev. V grški mitologiji ni bil med najbolj priljubljenimi bogovi, saj je marsikateremu junaku preprečil hitro in varno rešitev domov (Odisej), če ga je kdo od smrtnikov razjezil ga je ta na morju potopil. Po legendi naj bi ustvaril prvega konja. Njegovo orožje je bil trizob ki je stresel zemljo in uničil marsikatero stvar. Po moči je bil takoj za Zevsom. Je težka in prepirljiva oseba ki je marsikdaj povzročil zmedo na Olimpu. Bil je požrešen in lakomen i si je večkrat hotel prevzeti mesto katerega drugega boga.
- Neptun: v rimski književnosti inačica Pozejdona
- Al-Khidri: povodnemu možu podobno bitje v muslimanski književnosti
- Podvodni panterji: poglavarji vodnega sveta zrcalne podobe zemeljskim v afriški mitologiji. Bili so zlobni, vsa druga vodna bitja so jim podložni, vendar imajo tudi zdravilno moč in zdravijo z vodnimi rastlinami.
- Jam: kanaanski bog morja
- Vodanoj: staroslovanski duh-vodni škrat. Najbolj razširjen v Rusiji

- Slovenska književnost: v slovenski književnosti poznamo različne različice te pravljice.

Prva različica je različica v poeziji, ki jo je zapisal France Prešeren po Valvazorju. Govori pa o Urški iz Ljubljane, ki jo je odpeljal povodni mož v Ljubljanico med plesom.
Druga bolj znana slovenska je Pravljica o povodnem možu, ki govori o fantu, ki ga je povodni mož rešil iz reka en ga odpeljal v svoje podvodno domovanje in mu ponudil vse svoje bogastvo vendar ni deček zamenjal vsega tega za starše, brata in sestro. Zato ga povodni miž odpelje nazaj domov.
Obstajajo pa še Mlinar in povodni mož, Povodni mož in deklica-malo drugačna različica Pravljice o povodnem možu, pesmi o povodnem možu in še nekaj pokrajinskih različic povodnega moža.

## Izdaje
- Prva izdaja: 1952 Mladinska knjiga
- Druga izdaja: 1955 Mladinska knjiga
- Tretja izdaja:  1959 Mladinska knjiga
- Četrta izdaja: 1966 Mladinska knjiga
- Peta izdaja: 1965 Mladinska knjiga
- Šesta izdaja: 1972 Mladinska knjiga
- Sedma izdaja: 1974 Mladinska knjiga
- Osma izdaja: 1976 Mladinska knjiga
- Deveta izdaja: 1978 Mladinska knjiga
- Deseta izdaja: 1989 Mladinska knjiga
- Enajsta izdaja: 1997 Mladinska knjiga
- Dvanajsta izdaja: 2000 Mladinska knjiga
- Trinajsta izdaja: 2004 Mladinska knjiga

Vse so izdane v zbirki Zlata ptica: zbirka najlepših pravljic in pripovedk iz svetovne književnosti.